# Fun on a Bun
Fun on a Bun (с англ. — «Веселье в тесте») — 8 эпизод 7 сезона мультсериала «Футурама».

## Сюжет
Команда Planet Express прилетает на Октоберфест. За тысячу лет праздник сильно изменился — теперь это светское мероприятие, выставка достижений немецкой культуры. Фрай, желая вернуть дух старого Октоберфеста, напивается и устраивает дебош. Возмущённая таким поведением Лила заявляет о разрыве отношений с Фраем.
Бендер узнаёт о проводимом на празднике конкурсе сосисок и загорается желанием в нём участвовать. Чтобы обеспечить себе первое место, он решает использовать особые ингредиенты. Заручившись помощью Фрая, робот находит в Альпах замороженную тушу мамонта и перемалывает её на сырьё для сосисок. Фрай случайно попадает в мясорубку. Не заметив этого, Бендер угощает получившимися сосисками Лилу. Та успевает съесть половину хот-дога, прежде чем замечает на булочке волосы курьера. У Лилы начинается истерика. Не в силах терпеть душевные муки, она стирает все воспоминания о Фрае.
Фрай, тем не менее, оказывается жив. Ему удается в последний момент выбраться из мясорубки, оставив там одежду да клок волос. Сразу же после этого Фрай проваливается под лед. Внизу обнаруживается огромная каверна, в которой сохранился животный и растительный мир эпохи плейстоцена. Живущие здесь же неандертальцы принимают Фрая за своего сородича. Курьер (у которого после удара по голове развилась амнезия) принимает этот факт на веру. Когда в своде пещеры появляется трещина, Фрай ведёт своё новое племя на поверхность, чтобы отомстить Homo sapiens, некогда вытеснившими неандертальцев из их среды обитания.
Бендер узнаёт, что его сосиски вышли в финал конкурса, но становится недоволен тем, что он занял третье место. Команда возвращается на Октоберфест. Именно в это время начинается нашествие неандертальцев. Оказавшийся на празднике Зепп Браниган организовывает оборону, вследствие чего современные люди терпят сокрушительное поражение. Пользуясь переполохом Бендер организует смерть двух других призёров конкурса сосисок, получая тем самым трофей за первое место. Лила сходится в поединке с предводителем неандертальцев — самим Фраем. В последний момент они с Фраем узнают друг друга. После примирения своих лидеров враждующие стороны прекращают войну. Октоберфест продолжается, но уже по старым правилам.